# ARP 2600

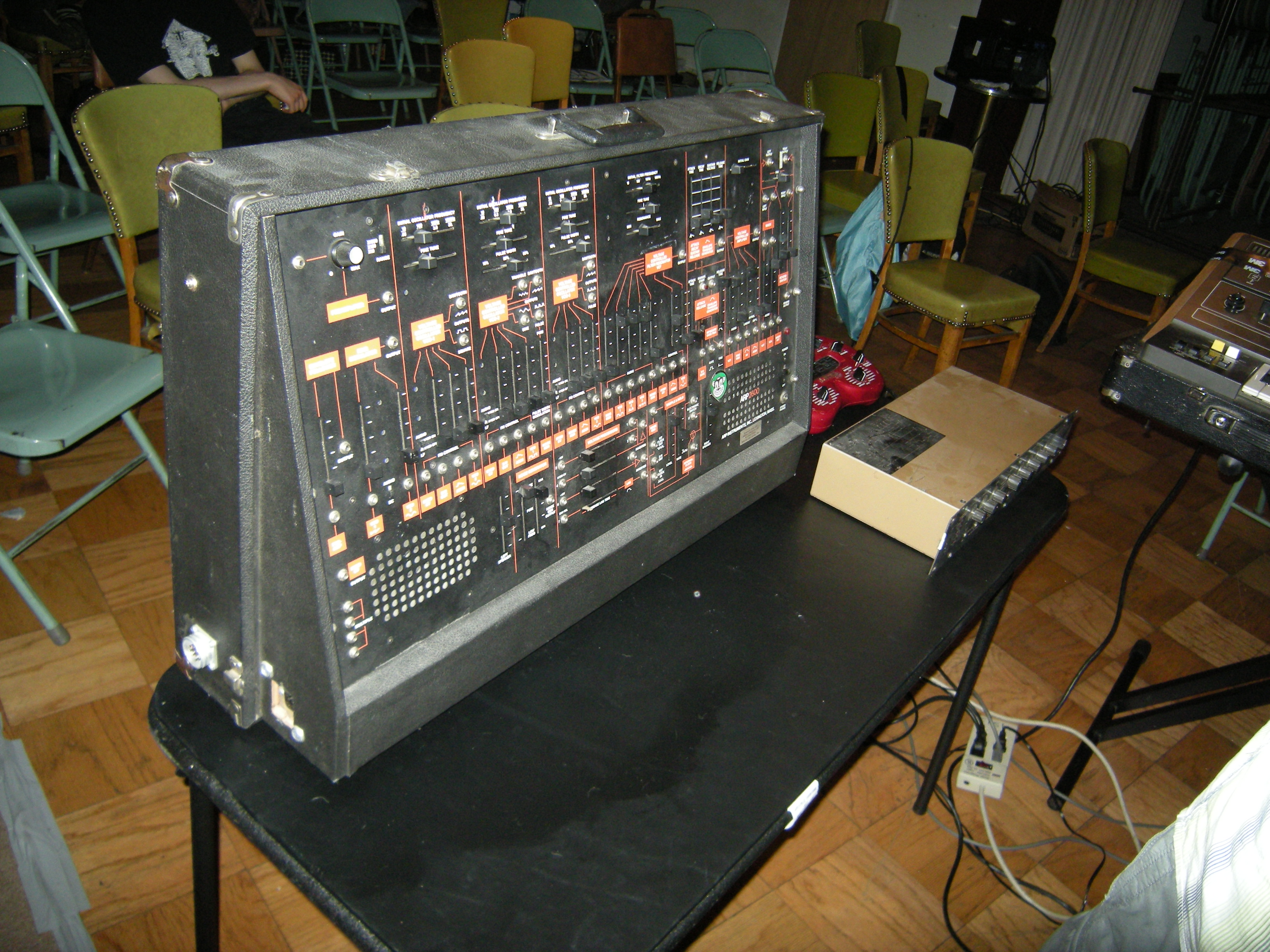
ARP 2600

Der ARP 2600 ist ein analoger, monophoner semi-modularer Synthesizer aus den 1970er Jahren, hergestellt von ARP Instruments.
Der semi-modulare Aufbau besteht darin, dass viele der Module bereits intern verkabelt waren, andere sich jedoch auch noch selbst via Patchkabel verbinden ließen. Für die Klangerzeugung sorgen drei VCOs und ein selbstoszillierendes VCF. Zudem besitzt der ARP eine Federhallspirale, die sich unter anderem auch durch leichte Schläge auf das Gehäuse zur Klangerzeugung nutzen lässt.
Der ARP 2600 hat einen funkigen Sound. Er wurde und wird von vielen Musikern bis heute eingesetzt, darunter Brian Eno, Klaus Schulze, Jean Ven Robert Hal, Herbie Hancock, Joe Zawinul, Depeche Mode oder Jean-Michel Jarre, wodurch das Instrument heute Kultstatus genießt.
Seit einigen Jahren gibt es eine Software-Emulation für moderne Betriebssysteme (Windows XP, Linux und Mac OS X).
Ein Teil der Stimme des Roboters R2-D2 in den Star-Wars-Filmen wurde mit einem ARP 2600 erzeugt.
Behringer kündigte 2017 an, einen Klon des ARP 2600 auf den Markt bringen zu wollen. 2020 brachte Korg einen Klon des ARP 2600 in limitierter Auflage auf den Markt.